# Corné (Brentonico)
Corné (chiamato anche Corneto, Cornetum, Cornedum, Cornedo) è una frazione del comune di Brentonico, in provincia di Trento.

## Geografia fisica

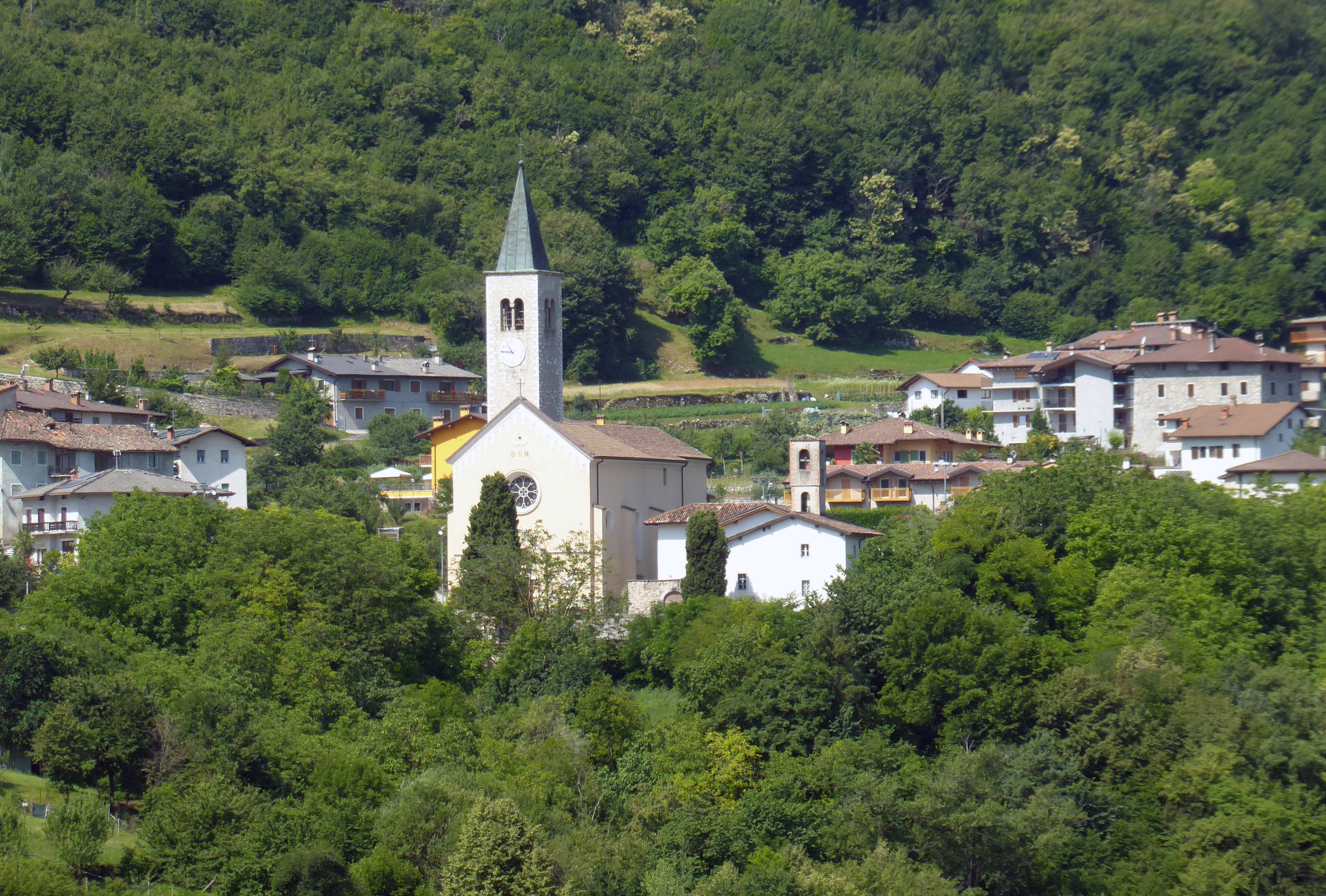
Vista di Corné con le due chiese

Sulle pendici settentrionali del Monte Baldo, Corné giace verso il fondo della conca brentonicana sulla destra della Sorna; per modo che gli altri villaggi di Saccone, Prada, Fontechel, Vigo, Fontana, Cazzano e Crusano ecc., sparsi più in alto, sull'orlo di quella vasta scodella, a guisa di corona lo cingono quasi tutto all'intorno.
La frazione dista dalla sede comunale di Brentonico 2,01 km, un'ora di cammino, due da Mori e tre dalla Sottoprefettura e Pretura di Rovereto; e vi si accede per due strade, in parte carrozzabili e in parte carreggiabili; o da Mori per Besagno, Cazzano e Sorne, o dalla stazione ferroviaria di Serravalle per la Chizzola.
Il terreno, tutto calcareo, vi è coltivato a campi e a prati. Corné si eleva sul livello del mare 468 metri, e vi cresce la vite, il tabacco, cereali e frutti. In grazia al lavoro e del senso di risparmio di quel popolo, negli ultimi decenni, erano riuscite a crearsi condizioni economiche abbastanza buone.

## Monumenti e luoghi d'interesse
- Chiesa della Madonna del Carmine, parrocchiale.
- Chiesa di San Matteo.

## Popolazione
Corné, che costituisce una delle 10 Regole dell'estesa comunità di Brentonico, consta di parecchie gruppi di case, sparpagliate sur un suolo assai vasto e accidentato. Esso conta poco meno di 600 abitanti, nella loro totalità agricoltori e artigiani. Sono un popolo mite, riflessivo, industre assai e profondamente religioso.
Ecclesiasticamente è costituito in parrocchia facente parte del Decanato di Mori, e confina con le cure di Chizzola, Pilcante, Saccone, Prada, Brentonico, Cazzano e Crusano. Vi sono due chiese, una della Madonna del Carmine e una di San Matteo, quest'ultima sconsacrata, e tre scuole.